# Pakubuwono V
 (février 2020).
Si vous disposez d'ouvrages ou d'articles de référence ou si vous connaissez des sites web de qualité traitant du thème abordé ici, merci de compléter l'article en donnant les références utiles à sa vérifiabilité et en les liant à la section « Notes et références ».
Pakubuwono V (13 décembre 1784 - 5 septembre 1823) était le cinquième roi de Surakarta. Il a régné de 1820 à 1823. Il fut précédé par Pakubuwono IV et Pakubuwono VI lui succéda.